# Isaac Okoronkwo
Isaac Okoronkwo est un footballeur nigérian né le 1er mai 1978 à Nbene (Nigeria). Il joue au poste de défenseur. International nigérian.

## Palmarès
- Champion d'Ukraine : 2002 (Shakhtar Donetsk).
- Vainqueur de la Coupe d'Ukraine : 2001 (Shakhtar Donetsk).